# Tournon-Saint-Martin
Tournon-Saint-Martin település Franciaországban, Indre megyében. Lakosainak száma 1120 fő (2022. január 1.). Tournon-Saint-Martin Lurais, Lureuil, Néons-sur-Creuse, Pouligny-Saint-Pierre, Preuilly-la-Ville, Bossay-sur-Claise és Tournon-Saint-Pierre községekkel határos.

## Népesség
A település népessége az elmúlt években az alábbi módon változott:
| Lakosok száma | 1610 | 1506 | 1374 | 1223 | 1187 | 1175 | 1159 | 1132 | 1127 | 1120 |
|               | 1968 | 1982 | 1990 | 2006 | 2013 | 2015 | 2017 | 2019 | 2020 | 2022 |